# 承和 (北涼)
承和（しょうわ）は、五胡十六国時代、北涼の君主沮渠牧犍の治世で使用された元号。433年4月 - 439年9月。永和（えいわ）とも書かれる。

## 西暦・干支との対照表
| 承和 | 元年  | 2年   | 3年   | 4年   | 5年   | 6年   | 7年   |
| 西暦 | 433年 | 434年 | 435年 | 436年 | 437年 | 438年 | 439年 |
| 干支 | 癸酉  | 甲戌  | 乙亥  | 丙子  | 丁丑  | 戊寅  | 己卯  |